# Saison 2016-2017 du RB Leipzig
Maillots
Chronologie
Saison précédente Saison suivante
La saison 2016-2017 est la 8e saison du RB Leipzig depuis sa fondation en 2009 et la 1re saison du club en Bundesliga après avoir obtenu la seconde place en 2. Bundesliga en 2016. Le RB Leipzig est impliqué dans 2 compétitions : la Bundesliga, la meilleure ligue allemande de football et la DFB Pokal.

## Contexte

### Avant saison
Le 6 mai 2016, Ralph Hasenhüttl a été nommé pour remplacer Ralf Rangnick en tant qu'entraîneur-chef,.
Le 8 mai 2016, le RB Leipzig a été directement promu en Bundesliga après avoir obtenu la deuxième place en 2. Bundesliga.

### Décembre
Le 3 décembre 2017, Leipzig a affronté le Schalke 04 à domicile lors de la 13e journée. Le match s'est terminé par une victoire 2 - 1 pour le RB Leipzig. RBL a ouvert le score à la deuxième minute depuis le point de penalty via Timo Werner. Deux minutes plus tard, Yussuf Poulsen a raté deux occasions de suite pour prolonger l'avance de Leipzig.
Poulsen a de nouveau raté une occasion à la 29e minute en manquant à un mètre du but. Deux minutes plus tard, Sead Kolašinac a marqué l'égalisation pour Schalke après que le ballon ait été paré par le gardien du RB Péter Gulácsi. Deux minutes après le début de la seconde mi-temps, Sead Kolašinac a marqué contre son camp sur un coup franc d'Emil Forsberg de Leipzig. Leipzig a eu d'autres occasions de marquer mais n'a pas réussi à capitaliser. Cela comprend une occasion pour Poulsen à la 64e minute sur corner, de Marcel Halstenberg à la 74e minute avec une tête sur la barre et deux occasions pour Naby Keïta à la 81e et 83e minute. Le gardien de Leipzig Gulácsi a conservé son avance avec trois arrêts consécutifs à la 77e minute. Les dernières opportunités sont tombées sur Poulsen à la 84e minute et Emil Forsberg à la 88e mais les deux n'ont pas pu prolonger l'avance. Cela s'est avéré suffisant puisque Leipzig a remporté sa 8e victoire consécutive et a maintenu sa position en tête du classement.

## Transferts
| Nom               | Nationalité       | Poste      | Transfert      | Période         | Provenance/Destination | Division                     |
| ----------------- | ----------------- | ---------- | -------------- | --------------- | ---------------------- | ---------------------------- |
| Arrivées          |                   |            |                |                 |                        |                              |
| Zsolt Kalmár      | Milieu de terrain | Hongrie    | Retour de Prêt | Mercato d'été   | FSV Frankfurt          | 3.Liga                       |
| Benno Schmitz     | Défenseur         | Allemagne  | Transfert      | Mercato d'été   | Red Bull Salzbourg     | Ö-Bundesliga                 |
| Timo Werner       | Attaquant         | Allemagne  | Transfert      | Mercato d'été   | VfB Stuttgart          | Bundesliga                   |
| Marius Müller     | Gardien de but    | Allemagne  | Transfert      | Mercato d'été   | 1. FC Kaiserslautern   | 2.Bundesliga                 |
| Naby Keita        | Milieu de terrain | Guinée     | Transfert      | Mercato d'été   | Red Bull Salzbourg     | Ö-Bundesliga                 |
| Oliver Burke      | Milieu de terrain | Écosse     | Transfert      | Mercato d'été   | Nottingham Forest      | Championship                 |
| Dayot Upamecano   | Défenseur         | France     | Transfert      | Mercato d'été   | Red Bull Salzbourg     | Ö-Bundesliga                 |
| Départs           |                   |            |                |                 |                        |                              |
| Stefan Hierländer | Milieu de terrain | Autriche   | Transfert      | Mercato d'été   | SK Sturm Graz          | Austrian Football Bundesliga |
| Georg Teigl       | Défenseur         | Autriche   | Transfert      | Mercato d'été   | FC Augsbourg           | Bundesliga                   |
| Nils Quaschner    | Attaquant         | Allemagne  | Prêt           | Mercato d'été   | VfL Bochum             | 2.Bundesliga                 |
| Anthony Jung      | Milieu            | Allemagne  | Prêt           | Mercato d'été   | FC Ingolstadt          | Bundesliga                   |
| Terrence Boyd     | Attaquant         | États-Unis | Transfert      | Mercato d'hiver | VfL Bochum             | 2.Bundesliga                 |
| Omer Damari       | Attaquant         | Israël     | Prêt           | Mercato d'hiver | Maccabi Haïfa          | Ligat ha'Al                  |

## Maillots
Équipementier : Nike / Sponsor : Red Bull
| Domicile |  | Extérieur |  | Alternative |

| Domicile |  | Extérieur |  | Alternative |

## Équipe

### Joueurs prêtés
Le tableau suivant liste les joueurs en prêts pour la saison 2016-2017.
| Joueurs prêtés |    |                        |                |                     |           |                |  |
| \| N° \| P. \| Nat. \| Nom \| Date de naissance \| Sélection \| Club en prêt \| \| \| 999 \| A \| \| Nils Quaschner \| 22/04/1994 (30 ans) \| – \| VfL Bochum \| \| \| 999 \| D \| \| Atinc Nukan \| 20/07/1993 (31 ans) \| Turquie \| Beşiktaş \| \| \| 999 \| M \| \| Massimo Bruno \| 17/09/1993 (31 ans) \| – \| RSC Anderlecht \| \| \| 999 \| M \| \| Anthony Jung \| 03/11/1991 (33 ans) \| – \| FC Ingolstadt \| \| \| 999 \| A \| \| Omer Damari \| 24/03/1989 (35 ans) \| Israël \| Maccabi Haïfa \| \| |    |                        |                |                     |           |                |  |
| N° | P. | Nat.                   | Nom            | Date de naissance   | Sélection | Club en prêt   |  |
| 999 | A  | Drapeau de l'Allemagne | Nils Quaschner | 22/04/1994 (30 ans) | –         | VfL Bochum     |  |
| 999 | D  | Drapeau de la Turquie  | Atinc Nukan    | 20/07/1993 (31 ans) | Turquie   | Beşiktaş       |  |
| 999 | M  | Drapeau de la Belgique | Massimo Bruno  | 17/09/1993 (31 ans) | –         | RSC Anderlecht |  |
| 999 | M  | Drapeau de l'Allemagne | Anthony Jung   | 03/11/1991 (33 ans) | –         | FC Ingolstadt  |  |
| 999 | A  | Drapeau d’Israël       | Omer Damari    | 24/03/1989 (35 ans) | Israël    | Maccabi Haïfa  |  |

| N°  | P. | Nat.                   | Nom            | Date de naissance   | Sélection | Club en prêt   |  |
| 999 | A  | Drapeau de l'Allemagne | Nils Quaschner | 22/04/1994 (30 ans) | –         | VfL Bochum     |  |
| 999 | D  | Drapeau de la Turquie  | Atinc Nukan    | 20/07/1993 (31 ans) | Turquie   | Beşiktaş       |  |
| 999 | M  | Drapeau de la Belgique | Massimo Bruno  | 17/09/1993 (31 ans) | –         | RSC Anderlecht |  |
| 999 | M  | Drapeau de l'Allemagne | Anthony Jung   | 03/11/1991 (33 ans) | –         | FC Ingolstadt  |  |
| 999 | A  | Drapeau d’Israël       | Omer Damari    | 24/03/1989 (35 ans) | Israël    | Maccabi Haïfa  |  |

## Compétitions
| Bundesliga         | DFB Pokal                                              |
| ------------------ | ------------------------------------------------------ |
| 2e place 67 points | 1re Tour contre Dynamo Dresden (2 - 2)ap - (5 - 4) tab |
| 20V 7N 7D          | 0V 1N 0D                                               |
| TOTAL: 20V 8N 7D   |                                                        |

### Bundesliga

#### Classement
| Rang | Équipe                | Pts | J  | G  | N  | P | Bp | Bc | Diff | Qualification ou relégation                                      |
| ---- | --------------------- | --- | -- | -- | -- | - | -- | -- | ---- | ---------------------------------------------------------------- |
| 1    | Bayern Munich T S (C) | 82  | 34 | 25 | 7  | 2 | 89 | 22 | +67  | Qualification pour la phase de groupes de la Ligue des champions |
| 2    | RB Leipzig P          | 67  | 34 | 20 | 7  | 7 | 66 | 39 | +27  | Qualification pour la phase de groupes de la Ligue des champions |
| 3    | Borussia Dortmund     | 64  | 34 | 18 | 10 | 6 | 72 | 40 | +32  | Qualification pour la phase de groupes de la Ligue des champions |
| 4    | TSG Hoffenheim        | 62  | 34 | 16 | 14 | 4 | 64 | 37 | +27  | Qualification pour les barrages de la Ligue des champions        |
| 5    | FC Cologne            | 49  | 34 | 12 | 13 | 9 | 51 | 42 | +9   | Qualification pour la phase de groupes de la Ligue Europa        |

#### Championnat
| Date                       | Heure | Journée     | Adversaire               | Lieu                     | Score | Buteurs                                              | Publics |
| -------------------------- | ----- | ----------- | ------------------------ | ------------------------ | ----- | ---------------------------------------------------- | ------- |
| Dimanche 28 août 2016      | 17h30 | 1re journée | 1899 Hoffenheim          | Rhein-Neckar-Arena       | 2 - 2 | Kaiser 58e · Sabitzer 90e                            | 24 188  |
| Samedi 10 septembre 2016   | 18h30 | 2e journée  | Borussia Dortmund        | Red Bull Arena           | 1 - 0 | Keita 89e                                            | 42 558  |
| Samedi 17 septembre 2016   | 15h30 | 3e journée  | Hambourg SV              | Volksparkstadion         | 0 - 4 | Forsberg 66e (pen.) · Werner 72e · 77e · Selke 90+2e | 52 998  |
| Mercredi 21 septembre 2016 | 20h00 | 4e journée  | Borussia Mönchengladbach | Red Bull Arena           | 1 - 1 | Werner 6e                                            | 42 558  |
| Dimanche 25 septembre 2016 | 17h45 | 5e journée  | FC Cologne               | RheinEnergieStadion      | 1 - 1 | Burke 5e                                             | 48 500  |
| Vendredi 30 septembre 2016 | 20h30 | 6e journée  | FC Augsbourg             | Red Bull Arena           | 2 - 1 | Forsberg 11e · Poulsen 52e                           | 35 721  |
| Dimanche 16 octobre 2016   | 17h30 | 7e journée  | VfL Wolfsburg            | Volkswagen Arena         | 0 - 1 | Forsberg 70e                                         | 30 000  |
| Dimanche 23 octobre 2016   | 15h30 | 8e journée  | Werder Brême             | Red Bull Arena           | 3 - 1 | Keita 42e · 74e · Selke 90+5e                        | 42 558  |
| Samedi 29 octobre 2016     | 18h30 | 9e journée  | SV Darmstadt             | Stadion am Böllenfalltor | 0 - 2 | Sabitzer 57e · 81e                                   | 16 400  |
| Dimanche 6 novembre 2016   | 15h30 | 10e journée | FSV Mayence              | Red Bull Arena           | 3 - 1 | Werner 3e · 44e · Forsberg 21e                       | 42 558  |
| Vendredi 18 novembre 2016  | 20h30 | 11e journée | Bayer Leverkusen         | BayArena                 | 2 - 3 | Baumgartlinger 4e (csc) · Forsberg 67e · Orban 81e   | 27 752  |
| Vendredi 25 novembre 2016  | 20h30 | 12e journée | SC Fribourg              | Schwarzwald-Stadion      | 1 - 4 | Keita 2e · Werner 21e · 35e · Sabitzer 79e           | 24 000  |
| Samedi 3 décembre 2016     | 18h30 | 13e journée | Schalke 04               | Red Bull Arena           | 2 - 1 | Werner 2e (pen.) · Kolašinac 47e (csc)               | 42 558  |
| Samedi 10 décembre 2016    | 15h30 | 14e journée | FC Ingolstadt            | Audi Sportpark           | 1 - 0 |                                                      | 15 200  |
| Samedi 17 décembre 2016    | 15h30 | 15e journée | Hertha Berlin            | Red Bull Arena           | 2 - 0 | Werner 40e · Orban 62e                               | 42 558  |
| Jeudi 21 décembre 2016     | 20h00 | 16e journée | Bayern Munich            | Allianz Arena            | 3 - 0 |                                                      | 75 000  |
| Samedi 21 janvier 2017     | 18h30 | 17e journée | Eintracht Francfort      | Red Bull Arena           | 3 - 0 | Compper 6e · Werner 45+4e · Vallejo 67e (csc)        | 42 558  |
| Vendredi 28 janvier 2017   | 15h30 | 18e journée | 1899 Hoffenheim          | Red Bull Arena           | 2 - 1 | Werner 38e · Sabitzer 77e                            | 39 633  |
| Samedi 4 février 2017      | 18h30 | 19e journée | Borussia Dortmund        | Signal Iduna Park        | 1 - 0 |                                                      | 81 360  |
| Samedi 11 février 2017     | 15h30 | 20e journée | Hambourg SV              | Red Bull Arena           | 0 - 3 |                                                      | 42 558  |
| Dimanche 19 février 2017   | 15h30 | 21e journée | Borussia Mönchengladbach | Borussia-Park            | 1 - 2 | Forsberg 31e · Werner 55e                            | 51 535  |
| Samedi 25 février 2017     | 15h30 | 22e journée | FC Cologne               | Red Bull Arena           | 3 - 1 | Forsberg 5e · Maroh 34e (csc) · Werner 65e           | 39 335  |
| Vendredi 3 mars 2017       | 20h30 | 23e journée | FC Augsbourg             | Augsburg Arena           | 2 - 2 | Werner 25e · Compper 52e                             | 28 314  |
| Samedi 11 mars 2017        | 15h30 | 24e journée | VfL Wolfsburg            | Red Bull Arena           | 0 - 1 |                                                      | 42 558  |
| Samedi 18 mars 2017        | 15h30 | 25e journée | Werder Brême             | Weserstadion             | 3 - 0 |                                                      | 41 384  |
| Samedi 1er avril 2017      | 15h30 | 26e journée | SV Darmstadt             | Red Bull Arena           | 4 - 0 | Keita 12e · 80e · Forsberg 67e · Orban 79e           | 39 394  |
| Mercredi 5 avril 2017      | 20h00 | 27e journée | FSV Mayence              | Opel Arena               | 2 - 3 | Sabitzer 48e · Werner 52e · Keïta 81e                | 26 379  |
| Samedi 8 avril 2017        | 15h30 | 28e journée | Bayer Leverkusen         | Red Bull Arena           | 1 - 0 | Poulsen 90+3e                                        | 42 558  |
| Samedi 15 avril 2017       | 15h30 | 29e journée | SC Fribourg              | Red Bull Arena           | 4 - 0 | Poulsen 36e · Werner 42e · Keïta 51e · Demme 90e     | 41 446  |
| Dimanche 23 avril 2017     | 17h30 | 30e journée | Schalke 04               | Veltins-Arena            | 1 - 1 | Werner 14e                                           | 60 916  |
| Samedi 29 avril 2017       | 15h30 | 31e journée | FC Ingolstadt            | Red Bull Arena           | 0 - 0 |                                                      | 41 053  |
| Samedi 6 mai 2017          | 18h30 | 32e journée | Hertha Berlin            | Olympiastadion           | 1 - 4 | Werner 11e · 54e · Selke 89e · 90+2e                 | 62 301  |
| Samedi 13 mai 2017         | 15h30 | 33e journée | Bayern Munich            | Red Bull Arena           | 4 - 5 | Sabitzer 2e · Werner 29e (pen.) · 65e · Poulsen 47e  | 42 558  |
| Samedi 20 mai 2017         | 15h30 | 34e journée | Eintracht Francfort      | Commerzbank-Arena        | 2 - 2 | Sabitzer 25e · Poulsen 56e                           | 51 000  |

#### Résumé des résultats

##### Évolution du classement et des résultats
| Journée   | 01 | 02 | 03 | 04 | 05 | 06 | 07 | 08 | 09 | 10 | 11  | 12  | 13  | 14 | 15 | 16 | 17 | 18 | 19 | 20 | 21 | 22 | 23 | 24 | 25 | 26 | 27 | 28 | 29 | 30 | 31 | 32 | 33 | 34 |
| --------- | -- | -- | -- | -- | -- | -- | -- | -- | -- | -- | --- | --- | --- | -- | -- | -- | -- | -- | -- | -- | -- | -- | -- | -- | -- | -- | -- | -- | -- | -- | -- | -- | -- | -- |
| Terrain   | E  | D  | E  | D  | E  | D  | E  | D  | E  | D  | E   | E   | D   | E  | D  | E  | D  | D  | E  | D  | E  | D  | E  | D  | E  | D  | E  | D  | D  | E  | D  | E  | D  | E  |
| Résultats | N  | V  | V  | N  | N  | V  | V  | V  | V  | V  | V   | V   | V   | D  | V  | D  | V  | V  | D  | D  | V  | V  | N  | D  | D  | V  | V  | V  | V  | N  | N  | V  | D  | N  |
| Place     | 8e | 5e | 3e | 6e | 7e | 5e | 3e | 2e | 2e | 2e | 1re | 1re | 1re | 2e | 2e | 2e | 2e | 2e | 2e | 2e | 2e | 2e | 2e | 2e | 2e | 2e | 2e | 2e | 2e | 2e | 2e | 2e | 2e | 2e |

Terrain : D = Domicile ; E = Extérieur.
Résultat : D = Défaite ; N = Nul ; V = Victoire.

## Statistiques

### Statistiques collectives
| Compétition | Premier Match | Dernier Match | Débute au tour | Termine  | Matches joués | Gagnés | Nuls | Perdus | Buts pour | Buts contre | Différence |
| ----------- | ------------- | ------------- | -------------- | -------- | ------------- | ------ | ---- | ------ | --------- | ----------- | ---------- |
| Bundesliga  | 28 août 2016  | 20 mai 2017   | -              | Deuxième | 34            | 20     | 7    | 7      | 66        | 39          | +27        |
| DFB Pokal   | 20 août 2016  | 20 août 2016  | 1re Tour       | 1re Tour | 1             | 0      | 1    | 0      | 2         | 2           | +0         |
| Total       | -             | -             | -              | -        | 35            | 20     | 8    | 7      | 68        | 41          | +27        |

### Statistiques individuelles

#### Buteurs
Inclut uniquement les matches officiels. La liste est classée par numéro de maillot lorsque le total de but est égal.
| R            | No.          | Nat          | Joueur          | Position     | Bundesliga | Bundesliga | Coupe de l'Allemagne | Coupe de l'Allemagne | Total | Total |
| R            | No.          | Nat          | Joueur          | Position     | Buts       | CSC        | Buts                 | CSC                  | Buts  | CSC   |
| 1            | 11           |              | Timo Werner     | Attaquant    | 21         | 0          | 0                    | 0                    | 21    | 0     |
| 2            | 7            |              | Marcel Sabitzer | Milieu       | 8          | 0          | 1                    | 0                    | 9     | 0     |
| 3            | 8            |              | Naby Keita      | Milieu       | 8          | 0          | 0                    | 0                    | 8     | 0     |
| 3            | 10           |              | Emil Forsberg   | Attaquant    | 8          | 0          | 0                    | 0                    | 8     | 0     |
| 5            | 9            |              | Yussuf Poulsen  | Attaquant    | 5          | 0          | 0                    | 0                    | 5     | 0     |
| 6            | 27           |              | Davie Selke     | Attaquant    | 4          | 0          | 0                    | 0                    | 4     | 0     |
| 7            | 4            |              | Willi Orban     | Défenseur    | 3          | 0          | 0                    | 0                    | 3     | 0     |
| 8            | 24           |              | Dominik Kaiser  | Milieu       | 1          | 0          | 1                    | 0                    | 2     | 0     |
| 8            | 33           |              | Marvin Compper  | Défenseur    | 2          | 0          | 0                    | 0                    | 2     | 0     |
| 10           | 19           |              | Oliver Burke    | Milieu       | 1          | 0          | 0                    | 0                    | 1     | 0     |
| 10           | 31           |              | Diego Demme     | Milieu       | 1          | 0          | 0                    | 0                    | 1     | 0     |
| Propres Buts | Propres Buts | Propres Buts | Propres Buts    | Propres Buts | 4          | 0          | 0                    | 0                    | 4     | 0     |
| Total        | Total        | Total        | Total           | Total        | 60         | 0          | 2                    | 0                    | 62    | 0     |

#### Discipline
Inclut uniquement les matches officiels. La liste est classée par numéro de maillot lorsque le total des cartons est égal.
| R     | No.   | Nat                    | Joueur             | Position       | Bundesliga | Bundesliga   | Coupe de l'Allemagne | Coupe de l'Allemagne | Total  | Total        |
| R     | No.   | Nat                    | Joueur             | Position       | Averti     | Carton rouge | Averti               | Carton rouge         | Averti | Carton rouge |
| 1     | 4     | Drapeau de l'Allemagne | Willi Orban        | Défenseur      | 8          | 0            | 0                    | 0                    | 8      | 0            |
| 1     | 8     | Drapeau de la Guinée   | Naby Keita         | Milieu         | 8          | 0            | 0                    | 0                    | 8      | 0            |
| 3     | 13    | Drapeau de l'Autriche  | Stefan Ilsanker    | Milieu         | 7          | 0            | 0                    | 0                    | 7      | 0            |
| 4     | 33    | Drapeau de l'Allemagne | Marvin Compper     | Défenseur      | 6          | 0            | 0                    | 0                    | 6      | 0            |
| 5     | 9     | Drapeau du Danemark    | Yussuf Poulsen     | Attaquant      | 4          | 0            | 1                    | 0                    | 5      | 0            |
| 6     | 11    | Drapeau de l'Allemagne | Timo Werner        | Attaquant      | 4          | 0            | 0                    | 0                    | 4      | 0            |
| 6     | 23    | Drapeau de l'Allemagne | Marcel Halstenberg | Défenseur      | 4          | 0            | 0                    | 0                    | 4      | 0            |
| 6     | 27    | Drapeau de l'Allemagne | Davie Selke        | Attaquant      | 4          | 0            | 0                    | 0                    | 4      | 0            |
| 6     | 31    | Drapeau de l'Allemagne | Diego Demme        | Milieu         | 4          | 0            | 0                    | 0                    | 4      | 0            |
| 10    | 3     | Drapeau du Brésil      | Bernardo           | Milieu         | 3          | 0            | 0                    | 0                    | 3      | 0            |
| 10    | 7     | Drapeau de l'Autriche  | Marcel Sabitzer    | Milieu         | 3          | 0            | 0                    | 0                    | 3      | 0            |
| 10    | 17    | Drapeau de la France   | Dayot Upamecano    | Défenseur      | 3          | 0            | 0                    | 0                    | 3      | 0            |
| 10    | 24    | Drapeau de l'Allemagne | Dominik Kaiser     | Milieu         | 2          | 0            | 1                    | 0                    | 3      | 0            |
| 14    | 20    | Drapeau de l'Allemagne | Benno Schmitz      | Défenseur      | 2          | 0            | 0                    | 0                    | 2      | 0            |
| 15    | 10    | Drapeau de la Suède    | Emil Forsberg      | Attaquant      | 1          | 1            | 0                    | 0                    | 1      | 1            |
| 15    | 19    | Drapeau de l'Écosse    | Oliver Burke       | Milieu         | 1          | 0            | 0                    | 0                    | 1      | 0            |
| 15    | 32    | Drapeau du Honduras    | Péter Gulácsi      | Gardien de but | 1          | 0            | 0                    | 0                    | 1      | 0            |
| Total | Total | Total                  | Total              | Total          | 65         | 0            | 1                    | 0                    | 67     | 1            |

#### Clean Sheets
| R      | No.    | Joueur         | Bundesliga | Coupe d'Allemagne | Total |
| ------ | ------ | -------------- | ---------- | ----------------- | ----- |
| 1      | 32     | Péter Gulácsi  | 9          | 0                 | 9     |
| 2      | 1      | Fabio Coltorti | 1          | 0                 | 1     |
| TOTAUX | TOTAUX | TOTAUX         | 10         | 0                 | 10    |

→ Mise à jour le 29 avril 2017